# Us (řeka)
Us nebo Usa (rusky Ус nebo Уса) je řeka v Krasnojarském kraji v Rusku. Je 236 km dlouhá. Povodí má rozlohu 6 880 km².

## Průběh toku
Pramení v Západním Sajanu a teče na jihozápad v mezihorské Usinské kotlině. Ústí zprava do Jeniseje.

## Vodní režim
Zdrojem vody jsou převážně sněhové srážky. Průměrný roční průtok vody ve vzdálenosti 43 km od ústí činí 66 m³/s. Zamrzá v listopadu a v dubnu až na začátku května.

## Využití
Dolinou na středním toku řeky vede část silnice z Abakanu do Kyzylu, která se nazývá Usinský trakt.